# 安湖 (密歇根州)
安湖（英語：Lake Ann）是位於美國密歇根州本西縣的一個村。

## 人口
根據2020年美國人口普查的數據，安湖的面積為1.24平方千米，當中陸地面積為1.16平方千米，而水域面積為0.08平方千米。當地共有人口273人，而人口密度為每平方千米220人。